# 尊光法親王
尊光法親王（1645年11月17日—1680年2月6日），俗名良賢，幼名榮宮，是江戶時代前期皇族及僧人。父母是後水尾天皇和四辻季繼女四辻繼子，第二代知恩院宮門跡，院號無量威院宮大蓮社超譽勝阿神龍尊光大和尚。

## 履歷
慶安四年（1651年）二月為德川家光的猶子入室知恩院。承應三年（1654年）四月初六親王宣下，賜御名良賢。明曆二年（1656年）五月初八承知恩院第35世勝譽舊應戒師而入室得度，同年七月初一改衣。寬文二年（1662年）因研学而到關東增上寺向頓譽知哲受法。寬文六年（1666年）八月十一向父親後水尾上皇講述一枚起請文。延寶七年（1679年）十一月十日敘二品。
| 宗教頭銜            | 宗教頭銜         | 宗教頭銜          |
| ------------------- | ---------------- | ----------------- |
| 前任： 良純入道親王 | 知恩院門跡 第2世 | 繼任： 尊統法親王 |